# 腔肠素
腔肠素（英語：Coelenterazine），是一种萤光素，可发光，存在于七个门的水生生物体内。
是许多荧光素酶和光蛋白的底物。

## 外部連結
- Bioluminescence Page （页面存档备份，存于） showing major luciferin types